# اشتورتسلباخ
اشتورتسلباخ (به آلمانی: Stürzelbach) یک شهر در آلمان است که در راینلاند-فالتس واقع شده‌است.

## خصوصیات
اشتورتسلباخ ۲۴۷ نفر جمعیت دارد.